# علیرضا نادری
علیرضا نادری نجف‌آبادی (زاده ۱ فروردین ۱۳۴۰) نویسنده و کارگردان تئاتر و سینما است.
وی تاکنون نویسندگی آثاری از جمله در مسیر زاینده‌رود، کیفر و میوه ممنوعه را در حوزه سینما و تلویزیون انجام داده است. شب سمور، کوکوی کبوتران حرم و دیوار از دیگر آثار او می‌باشد.

## زندگی
وی فارغ‌التحصیل رشته کارشناسی کارگردانی از دانشکده هنرهای زیبای دانشگاه تهران و کارشناسی ارشد ادبیات نمایشی از دانشگاه هنر تهران است. نادری نویسنده، کارگردان و مدرس تئاتر می‌باشد و نگارش و کارگردانی آثاری چون ۷۷/۶/۳۱، چهار حکایت از چندین حکایت رحمان، کوکوی کبوتران حرم، پچپچه‌های پشت خط نبرد را در کارنامه دارد.
مروری که بر نمایشنامه‌های علیرضا نادری داشته باشیم، متوجه می‌شویم که علاقه زیادی به بازسازی و بازگوئی مسائل معاصر به ویژه آدم‌های جنگ دارد. آدم‌هایی که در نمایش‌های او پویا و زنده‌اند و حرف خودشان را دارند. باورپذیرند و مخاطب را با خود همراه می‌کنند.
«پچ‌پچه‌های پشت خط نبرد»
یکی از مطرح‌ترین این نمایشنامه‌ها «پچ‌پچه‌های پشت خط نبرد» است. نمایشی که اولین بار سال ۷۴ در جشنواره تئاتر دانشجویی اجرا می‌شود و اولین حضور رسمی او را در تئاتر رقم می‌زند. پچ‌پچه‌ها… روایت یک زندگی در جبهه جنگ است؛ داستان از این قرار است که رزمندگان در فاصله دو حمله در جبهه به سر می‌برند و تعدادی از آنها قصد دارند مرخصی‌شان را طوری تنظیم کنند که هنگام حمله اصلی در خانه باشند. شخصیت‌های این نمایش از قشرهای مختلفی هستند با تمایلات مختلف که از آنها کاراکترهایی خاکستری ساخته مانند یک زندگی واقعی. این افراد برای یک هدف مشترک یعنی دفاع مقدس دورهم جمع شده‌اند و شوخی‌ها و بدی‌ها و خوبی‌های خودشان را دارند. علیرضا نادری برخلاف روایت غالب آن دوران در این متن می‌گوید دفاع مقدس و جنگ تحمیلی آدم‌ها را تطهیر یا قدیس نمی‌کند و در جنگ و جبهه هم زندگی آدم‌ها هرچند با هدفی مقدس ادامه دارد. همین دیدگاه رئال نادری را به شهرت می‌رساند نمایشی که البته اجرای آن در جشنواره دانشجویی با همین دیدگاه متفاوت جنجال‌برانگیز و باعث تعطیلی جشنواره برای یک سال می‌شود. البته نادری یکبار دیگر با «پچ‌پچه‌های پشت خط نبرد» در جشنواره حاضر می‌شود اما اینبار در بیستمین جشنواره تئاتر فجر در سال ۸۰. البته نه در بخش نمایشنامه‌نویسی و نه کارگردانی جایزه‌ای نمی‌گیرد تنها فرهاد اصلانی به عنوان بازیگر برای ایفای نقش در این نمایش برگزیده می‌شود. نادری سال بعد از آن یعنی در سال ۱۳۸۱ پچ‌پچه‌ها را روی صحنه می‌برد.
«دیوار» «سعادت لرزان مردمان تیره‌رو» «این قصه را ایرانیان نبشته‌اند»

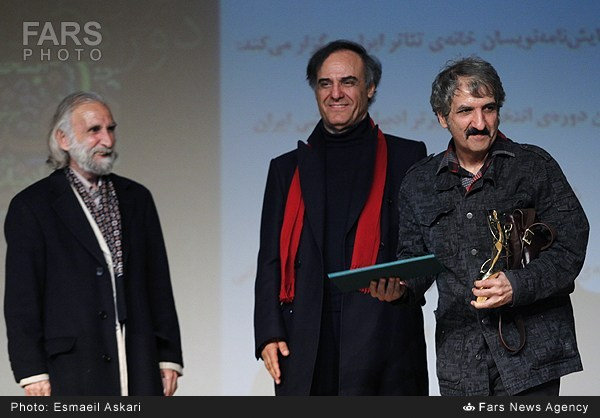
علیرضا نادری در هفتمین دوره انتخاب آثار برتر ادبیات نمایشی

هرچند «پچ‌پچه‌های پشت خط نبرد» نتوانست جایزه‌ای را برای نادری به همراه بیاورد اما دوره‌هایی از جشنواره تئاتر فجر هم بود که عناوین برگزیده را نثار این نمایشنامه‌نویس و کارگردان کرد. در هفدهمین دوره جشنواره فجر یعنی در سال ۷۷ نمایشنامه «دیوار» او که توسط کارگردان دیگری روی صحنه رفته بود جزو نمایشنامه‌های برگزیده شد. با یک سال فاصله، دو متن نمایشی دیگر او هم به جشنواره راه یافت. سال ۷۹ در نوزدهمین دوره جشنواره «این قصه را ایرانیان نبشته‌اند» را کارگردانی کرد و «سعادت لرزان مردمان تیره‌روز» اش را هم محسن علیخانی روی صحنه برد که نادری برای هر دو متن، عنوان برگزیده جشنواره را در بخش نمایشنامه‌نویسی کسب کرد. «سعادت لرزن مردمان تیره‌روز» دیدگاه دیگری را نسبت به آثار و نگاه نادری از سوی منتقدان می‌ساخت. اکبر رادی این متن را نمایشنامه‌ای میلری خواند و برداشت‌های میلری از کارهای او پررنگ‌تر به نظر رسید. خود نادری در جایی گفته بود باید بکوشیم تا نگرش آدم‌هایی مثل میلر را که نویسندگانی انسان دوست هستند در کارهای خود وارد کنیم. پس باید از خودمان بپرسیم مردم سرزمین ما، مشکلات آنها و بحران‌های جامعه‌مان واقعاً چقدر در آثارمان حضور دارند؟ او دربارهٔ همین ویژگی میلری آثارش گفته بود «فصل مشترک یا وجه تشابهی که می‌تواند بین آثار من و میلر وجود داشته باشد، این نکته است که من آنچه را که زندگی کرده‌ام نوشته‌ام. زندگی من در آثارم خیلی تجلی داشته است شاید نگاه تقریباً یکسان به شرایط اجتماعی نیز در این میان مطرح باشد.» نکته کلیدی این صحبت آنجایی که می‌گوید از آنچه زندگی می‌کند می‌نویسد و شاید به همین دلیل همه منتقدان نادری بر اینکه او نویسنده‌ای رئالیستی و واقع‌گراست اتفاق نظر دارند.
«چهار حکایت از چندین حکایت رحمان»
«چهار حکایت از چندین حکایت رحمان» نادری که سال ۸۱در بیست و یکمین جشنواره تئاتر فجر شرکت کرد و عنوان برگزیده را در بخش نمایشنامه‌نویسی برای او به ارمغان آورد هم دربارهٔ جنگ است. داستان نمایش در قهوه‌خانه‌ای بین‌راه می‌گذرد که مردی به نام خالو و شاگردش عباسو آن را اداره می‌کنند. مطیر و حسون (راننده کامیون و شاگردش) از مشتریان دائمی این قهوه‌خانه هستند، که چند روزی را بنابر نوع کارشان، در این مکان می‌گذرانند. این چند نفر به کمک هم راوی چهار داستان از یک واقعه یعنی حمله عراقیان به محل زندگی آنها و چگونگی ایستادگی‌شان در برابر سربازان عراقی هستند. این متن پیش از آن، با عنوان دو حکایت… توسط انتشارات بنیاد حفظ آثار و نشر دفاع مقدس در سال ۱۳۷۴ منتشر شده بود اما نادری آن را بازنویسی کرد و سال ۸۴ تجدید چاپ شد. «چهار حکایت از چندین حکایت رحمان» از سوی منتقدان مورد اقبال قرار گرفت و به عنوان یک نمایشنامه ژرف‌اندیش و متفاوت در قلمرو متون ایرانی و به ویژه با رویکردی به مسائل و آسیب‌های ناشی از جنگ قلمداد شد. کانون ملی منتقدان تئاتر هم در سال ۸۲ این متن را به عنوان اثر برگزیده خود انتخاب کرد.
«۷۷/۶/۳۱»
حضور علیرضا نادری در جشنواره‌های تئاتر ادامه داشت؛ در دوره بیست و دوم یعنی در سال ۸۲ نمایش «۷۷/۶/۳۱» را کارگردانی کرد که البته جایزه‌ای برای او به همراه نداشت. داستان از این قرار است که سیزده رزمنده در سال‌های اولیه جنگ عهد می‌کنند، سال‌ها بعد در سالروز شروع جنگ، سال۱۳۷۷ در زیر برج آزادی با کت و شلوار سفید همدیگر را ملاقات کنند بی‌آنکه در طی این مدت خبری از هم بگیرند یا در مورد سرنوشت هم کنجکاوی به خرج دهند. ملاقات انجام می‌شود ولی چهار نفر بیشتر نیستند. چهار بازمانده با خاطراتی بس تلخ و بسی شیرین‌تر از تلخی واقعیت و روزگاری دگرگون و واژگون. هرچند که داستان این نمایش شباهت‌های زیادی به فیلم «ضیافت» مسعود کیمیایی دارد اما نادری این متن را یک سال قبل از فیلم کیمیایی نوشته بود. حسین پاکدل دربارهٔ «۷۷/۶/۳۱» نوشته بود نادری با این نمایش و ایده‌اش پلی می‌بندد بین سال‌های آرمانی و اکنون: «او با هوشمندی سال ۷۷ را انتخاب کرده که نوید و وزش طوفان دگرگونی‌های اساسی و بنیادین، چهار ستون جامعه آرمانی را به لرزه درآورده و می‌رود تا سرزمین ایدئولوژی زده ایران را دستخوش بحرانی بزرگ کند. به این نکته مهم باید توجه داشت که نادری در شهریور سال ۸۳ این ملاقات را روایت می‌کند و بالطبع فضاسازی سال ۷۷ در سال ۸۳ کاری بس سخت است، چراکه اذهان عمومی، اتفاقات را از سر گذرانده است و بازگوئی آنها خطر افتادن به دام هجو و مسخرگی را به همراه دارد.»
کوکوی کبوتران حرم

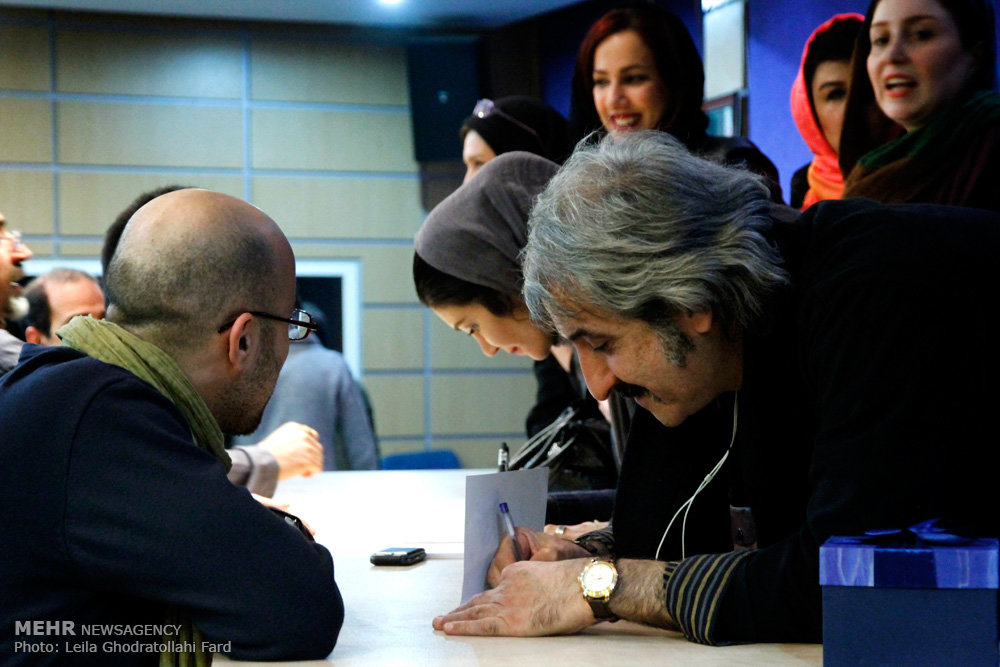
علیرضا نادری در جشن امضای نمایشنامه کوکوی کبوتران حرم، سالن مشاهیر تئاتر مجموعه تئاتر شهر

یکی دیگر از آثار مطرح علیرضا نادری و متاخرترین آنها، «کوکوی کبوتران حرم» است. متنی که سال ۸۵ نمایشنامه‌خوانی و دو سال بعد به کارگردانی خود او اجرا شد. کوکوی کبوتران حرم داستان سفر دسته جمعی ۱۲ زن به مشهدالرضا است که در یک اتاق زائرسرا در طبقه سوم اسکان داده می‌شوند و بیننده بر تعامل، تضاد و تقابل آنها نگاه می‌کند. هر کدام از این زنان رازهایی دارند که با مسائل و مشکلات اجتماعی روز جامعه ایرانی گره خورده است. نادری در این نمایشنامه جهان‌بینی‌ای اجتماعی دارد. افسانه ماهیان که پیش از بازیگر این نمایش به کارگردانی نادری بود و امسال هم خود آن را روی صحنه برد دربارهٔ نادری، کوکوی کبوتران حرم و سختی‌هایی که نویسنده‌اش متحمل شده گفته بود: «من شاهد رنج‌هایی که علیرضا نادری برای اجرای «کوکوی کبوتران حرم» کشید، بودم یعنی شاهد این بودم که علیرضا نادری چقدر زیر تیغ سانسور قرار گرفت و این نمایش‌نامه سال‌ها اجازه اجرا نداشت و درنهایت در یک شرایطی، در یک بازه زمانی فشرده که اتفاقاً خیلی به آقای نادری اصرار می‌کردم این نمایش‌نامه را اجرا کنید، او می‌گفت خسته‌ام، علیرضا نادری از پس سانسورهای خیلی زیاد نمایش‌نامه «کوکوی کبوتران حرم» را اجرا کرد. این نمایش‌نامه جزء یکی از نمایش‌نامه‌های مهم تاریخ ادبیات نمایشی ایران است، درنتیجه بیست‌وچند اجرا در سالن چارسو برایش کم بود. این نمایش‌نامه باید بیش از اینها دیده می‌شد اما نویسنده‌اش خسته شد از بس سال‌ها توضیح داد این نمایش‌نامه چه چیزی نیست! خلاصه که علیرضا نادری را که یکی از نمایش‌نامه‌نویسان جریان‌ساز تاریخ تئاتر ایران است، خسته کردند و قدرش آن‌طور که باید دانسته نشد.» نادری سال ۹۴ از سوی بنیاد فرهنگی «محمود استاد محمد» جایزه بهترین نمایشنامه سال ۹۳ را برای همین نمایشنامه کسب کرد و نشان افتخاری «استاد محمد» را هم در غیاب خود از طرف این بنیاد دریافت کرد.
دوستداران علیرضا نادری می‌گویند او نمایشنامه‌نویس صریحی است که آرمان‌گرایی‌های خودش را دارد اما واقع‌گرایانه و ملموس و بی‌تعارف می‌نویسد. نمایشنامه‌نویسی که علیرغم دوری از رسانه‌ها و اخبار، دوستانش می‌گویند مدت‌های طولانی است که به نوشتن و پژوهش مشغول است.

## درگذشت فرزند
یکی از اتفاق‌های ناگوار زندگی این نمایشنامه‌نویس و کارگردان درگذشت پسر جوانش بر اثر سرطان کبد بود؛ پسر او در سال ۹۲ پس از شش سال مبارزه با بیماری درگذشت و نادری در مراسم تشییع پیکر او از سختی‌های پیدا کردن داروی مخصوص بیماران مبتلا به سرطان کبد به دلیل تحریم صحبت کرد و گفت پسر من تنها بیمار سرطانی نبود، ما شش میلیون بیمار لاعلاج داریم. او همچنین افزود نتیجه یافته‌های خود را که در مدت بیماری سینا به‌دست آوردم، حتماً خواهم نوشت و اظهار امیدواری کرد بیماری و درگذشت پسرش سرآغاز تحول و تولد جدیدی باشد.
اصغر فرهادی خطاب به علیرضا نادری نوشت:
«علیرضا جان،
خبر ورق خوردن آخرین صفحه زندگی سینا را اینجا هزاران فرسنگ دور از تو می‌شنوم، باورم نمی‌شود، هنوز از آخرین دیدارمان در آن شب بارانی زمانی نگذشته، همان دیداری که تو از معجزه گفتی، معجزه رهایی سینای جوانت از مرگ، از ایمان و یقینی که محصول این معجزه در تو بود، گفتی که این معجزه همه چیزت را از هم گسسته و از نو بافته، حتی داستان فیلمنامه‌ای را که پیش‌ترها نوشته بودی و حالا با بهبود معجزه آسای فرزندت بهمش ریخته بودی و از نو و سرشار از ایمان و عشق پدرانه باز نگاشته بودی‌اش، محکم و از عمق جان از این معجزه گفتی، آنقدر با اطمینان که جای شکی در رهایی او از رنج این بیماری نبود. از رابطه تازه‌ات با زمین و زمان و تقدیر گفتی، علیرضای دیگری بودی آن شب.
و من باورم نمی‌شود این بی‌اعتنای سرنوشت را به ایمان تو به معجزه.

علیرضا جان مرگ تنها سهمی‌ست که به عدالت بین همگان تقسیم می‌شود، دیر یا زود ما نیز کنار او خواهیم بود.»

## آثار
- در مسیر زاینده‌رود
- کیفر (فیلم)
- میوه ممنوعه
- پدرکشی[۱][۲]
- شب سمور[۳]
- کوکوی کبوتران حرم[۴][۵]
- دیوار[۶]